# Elecciones federales de Malasia de 1978
Las quintas elecciones federales de Malasia, sextas desde el establecimiento del Consejo Legislativo Federal, y cuartas desde la unificación del país, tuvieron lugar entre el 8 y el 22 de julio de 1978 para escoger a los 154 miembros del Dewan Rakyat, la cámara alta del parlamento. Hubo elecciones para las Asambleas Legislativas de diez de los trece estados de Malasia en el mismo proceso.
En estas elecciones, la coalición oficialista Barisan Nasional (Frente Nacional), que había sido fundada para las anteriores elecciones, obtuvo la victoria con el 57% del voto popular y 131 escaños, perdiendo cuatro con respecto a los anteriores comicios, pero conservando el control de dos tercios de la legislatura. La salida del Partido Islámico Panmalayo (PAS) de la coalición en 1977 y el conflicto bipartidista en Sabah entre sus dos componentes locales (la USNO y el BERJAYA) desde 1976, si bien afectó ligeramente su voto popular, no disminuyó demasiado la victoria de la alianza.
En el plano estatal, el Barisan Nasional obtuvo el control de todos los estados. Las elecciones en Sabah se realizaron en 1976 con una victoria del BERJAYA, que era miembro del oficialismo; y en Sarawak, también bajo el control del Barisan Nasional, el gobierno estatal decidió no disolver la legislatura al mismo tiempo que el Dewan Rakyat y finalizar el período completo en 1979. Desde entonces, Sarawak nunca ha realizado elecciones estatales el mismo año que las elecciones federales. El último estado, Kelantan, se encontraba bajo intervención federal desde noviembre de 1977 y las elecciones se realizaron en marzo, con una victoria para el Barisan Nasional, arrebatándolo de manos del PAS. Fue la última ocasión en la que un estado de Malasia Occidental no celebró sus elecciones estatales el mismo día que las federales.
Con este resultado, Hussein Onn, que había sucedido a Abdul Razak Hussein tras su muerte en enero de 1976, fue reelegido como primer ministro de Malasia y consolidó su posición en el cargo. Sin embargo, al igual que Abdul Razak, su salud le impediría completar su mandato y renunciaría tres años más tarde, en julio de 1981 tras una derivación coronaria.

## Sistema electoral
Todo ciudadano que haya alcanzado la edad de veintiún años y que esté en la "fecha de calificación" (fecha por referencia a la cual se preparan o revisan las listas electorales) residente en un distrito electoral o, si no es así, se clasifica como "votante ausente" (uno que está registrado como un votante ausente con respecto a ese distrito electoral) tiene derecho a votar en ese distrito electoral en cualquier elección del Dewan Rakyat. Una persona está descalificada para ser elector si en la fecha de calificación está detenido como una persona con problemas de juicio, está en quiebra sin cargos, está cumpliendo una condena de prisión, o sigue siendo responsable, en virtud de una condena en cualquier parte de la Mancomunidad de Naciones, a una sentencia de muerte o encarcelamiento por un término superior a doce meses.
Los registros electorales se elaboran a nivel de distrito electoral y se revisan anualmente. El voto no es obligatorio. El voto postal está permitido para los votantes ausentes, los miembros de la fuerza policial, los responsables de ciertos deberes en la jornada electoral y los miembros de la Comisión Electoral misma. Todo ciudadano residente en la Federación está calificado para ser miembro del Dewan Rakyat si no tiene menos de 21 años y del Dewan Negara si tiene al menos treinta años.
Una persona está inhabilitada para ser miembro de cualquiera de las dos Cámaras del Parlamento si debe lealtad a cualquier país que no pertenezca a la Federación, haya sido declarado mentalmente insano, haya quedado en quiebra sin cargos, o haya sido condenado y sentenciado a una pena de no menos de un año o una multa de no menos de $2,000. Personas que tienen un "oficio público pago" (un trabajo de tiempo completo en cualquiera de los servicios públicos, como el cargo de cualquier juez del Tribunal Federal o de un Tribunal Superior, de procurador general o de un miembro de la Comisión Electoral), por su parte, no pueden ser simultáneamente miembros del Parlamento.
Cada candidato al Parlamento, que no necesita necesariamente ser miembro de un partido político: debe contar con el apoyo de seis electores registrados de su circunscripción. Un candidato al Dewan Rakyat debe hacer un depósito monetario de 1,000 Ringgit, que se reembolsan si el candidato recibe más de un octavo de los votos de la circunscripción disputada. Un candidato al Parlamento debe presentar una devolución de los gastos de campaña dentro del tiempo y el modo requeridos por la ley. Los gastos máximos permitidos son de 20,000 Ringgit.
Los diputados son elegidos en 154 distritos electorales de un solo miembro por mayoría simple de votos para un mandato de cinco años. Las elecciones parciales se llevan a cabo, o se realizan nombramientos, dentro de los 60 días (90 días en los estados de Sabah y Sarawak) para llenar los escaños parlamentarios que quedaran vacantes en las elecciones federales. Los escaños de los diputados que quedan vacantes dentro de los seis meses posteriores a la disolución programada del Parlamento no se cubren.

## Antecedentes
El primer ministro Abdul Razak Hussein, fundador del oficialista Barisan Nasional (Frente Nacional) falleció el 14 de enero de 1976, siendo reemplazado por su vice primer ministro, el Dr. Hussein Onn. A fines del año siguiente, en diciembre de 1977, el Partido Islámico Panmalayo (PAS), se había enemistado con el Barisan Nasional, coalición de la que formaba parte, por su rechazo al estado de emergencia declarado el 8 de noviembre en el estado de Kelantan, que era gobernado por dicho partido en nombre del oficialismo. Ante los desacuerdos con el resto de la coalición sobre el gobierno estatal, que el PAS controlaba desde 1959, el partido abandonó definitivamente el gobierno federal. Con el apoyo de la UMNO, los detractores de la salida del PAS del BN establecieron el BERJASA (Frente Islámico Panmalayo).
Preocupado por las consecuencias electorales que la salida del PAS de la coalición podría conllevar, el gobierno federal interventor convocó rápidamente a elecciones anticipadas en Kelantan, y estas se realizaron el 11 de marzo de 1978. La división del islamismo entre el PAS y el BERJASA (si bien este último no compitió como parte del Barisan Nasional), sumado a las restricciones durante la campaña, llevaron a una abrumadora victoria para el oficialismo federal, que obtuvo mayoría absoluta con 23 escaños, con el BERJASA obteniendo 11 escaños y el PAS tan solo 2, perdiendo definitivamente el gobierno estatal. El PAS no recuperaría finalmente Kelantan sino hasta 1990, año desde el cual mantiene dicha gobernación.
Viendo la aplastante victoria de Kelantan como el primer giro favorable para el oficialismo después de una serie de crisis durante 1976 y 1977 (el fallecimiento de Abdul Razak Hussein, la sospechosa muerte del ministro principal sabahano, Fuad Stephens y la salida del PAS de la coalición), Hussein Onn anunció el 12 de junio de 1978 que adelantaría las elecciones federales, solicitando la disolución del parlamento al Yang di-Pertuan Agong ese mismo día, con el fin de fortalecer el mandato de la coalición del gobierno y consolidarse a sí mismo en el cargo. Fue la primera vez que la historia de Malasia que las elecciones se adelantaban fuera del año en que finalizaba el mandato constitucional del legislativo saliente, ya que la disolución formal del parlamento no estaba prevista sino hasta el 4 de noviembre de 1979, más de un año después.
La expulsión del PAS provocó un importante revuelo y se produjo una importante reorganización en el gabinete. Sin embargo, el Frente Nacional aún estaba compuesto por diez grupos políticos, liderados por la Organización Nacional de los Malayos Unidos (UMNO) y seguía considerándose muy improbable una derrota electoral. Los opositores principales a la coalición oficialista fueron, una vez más, el Partido de Acción Democrática (DAP), compuesto mayoritariamente por miembros de la minoría china y, naturalmente, el PAS; unos cincuenta candidatos independientes también disputaron escaños.

## Campaña
La campaña de dos semanas fue en general tranquila, ya que tras el incidente del 13 de mayo de 1969, una serie de disturbios raciales que provocaron la debacle del Partido de la Alianza y su reemplazo por el BN, los mítines políticos fueron prohibidos en Malasia, por lo que la campaña electoral se limitó a un recorrido casa por casa y discursos en reuniones internas de cada partido. Durante la campaña, el gobierno de Hussein defendió este sistema, alegando que la prohibición de los mítines y las grandes concentraciones era necesaria para garantizar la estabilidad, sobre todo después de la crisis en Kelantan, además de que el casa por casa era "mucho más democrático", en la medida de que los candidatos debían contactar directamente con los electores y expresar sus posturas para que estos después tomasen su decisión. Sin embargo, el oficialismo se benefició enormemente de esto debido a que los demás partidos carecían de recursos para un despliegue masivo, dándole un amplio margen de maniobra al Barisan Nasional para posicionar a sus candidatos en cada circunscripción. Un oficial de campaña de la coalición oficialista declaró al respecto: "Nuestra ventaja en este estilo de campaña es que podemos obtener mano de obra de una gran reserva de miembros en los partidos componentes, teniendo en cuenta las condiciones y circunstancias locales".
Hussein hizo campaña destacando los logros económicos desde la creación de la coalición en 1972 y evocando su liderazgo en los últimos veinte meses, y la anterior administración de Abdul Razak Hussein. Descartando la teoría de que el Barisan Nasional sufriría un declive (debido a que en las cinco anteriores elecciones el oficialismo había experimentado un ciclo de triunfo abrumador para luego sufrir una debacle), Hussein declaró que estaba seguro de lograr un aplastante mandato completo. Se fue haciendo cada vez más evidente la victoria del Barisan Nasional a medida que se acercaba la jornada electoral, al punto que el día previo a los comicios, el periódico The Strait Times tituló "La única duda es qué tan grande será la mayoría".
A pesar de la campaña unificada realizada por el Barisan Nasional, se desató una fuerte lucha interna entre la Asociación China de Malasia, que hasta 1969 había sido el principal partido chino de la coalición, y el Partido del Movimiento Popular Malasio o Gerakan, liderado por Lim Chong Eu. Ambos partidos compitieron por el voto chino y, en muchas circunscripciones designadas para el Gerakan, la MCA presentó candidatos independientes para socavar las posibilidades del partido contrario. La MCA, sin embargo, también había visto disminuido su estatus en la coalición desde su ampliación, perdiendo varios puestos en el gabinete en 1973, y en 1974, Abdul Razak le negó a Tan Siew Sin el cargo de vice primer ministro. Lim Chong Eu condenó las candidaturas independientes de la MCA y afirmó que esos candidatos estaban realizando un "suicidio político", al rechazar la organización de los escaños tal y como se había pactado, si bien Lee San Choon, líder de la MCA, negó que los independientes tuvieran algo que ver con el partido. Otras peleas internas se dieron entre la Organización Nacional Unida de Sabah (USNO) y el Frente Unido del Pueblo de Sabah (BERJAYA) en el mencionado estado. Fuera de eso, la coalición mantuvo su unidad.
El Partido de Acción Democrática hizo campaña con una agenda progresista. Su manifiesto expresaba su intención de luchar contra la corrupción, reformar el sistema educativo, impulsando la igualdad desde la educación primaria hasta la terciaria, proveer de educación gratuita a las familias más desfavorecidas, y continuar alentado el establecimiento de centros educativos privados. También se comprometió a restaurar la independencia de instituciones que consideraba socavadas, como la Oficina Nacional de Investigación, volviéndola responsable solo ante el Parlamento. La imposibilidad de realizar concentraciones, algo que había sido clave en su buen resultado de 1969, afectó severamente su campaña. Debido a las escasas probabilidades que tenía de lograr un resultado importante, un dirigente del DAP, Lee Lam Thye, declaró que la elección de 1978 sería una "lucha por la supervivencia" para los partidos opositores.

## Resultados

### Dewan Rakyat
Los grupos opositores obtuvieron juntos el 42.8% del total de los votos. A pesar de eso, la oposición como uno solo ganó 23 escaños. El Partido de Acción Democrática ganó la mayor porción del pastel entre los partidos de la oposición y, por lo tanto, su líder, Lim Kit Siang, retuvo su posición como el líder de la oposición que había obtenido cuatro años antes. Los candidatos del Barisan Nasional en nueve distritos electorales triunfaron sin oposición. Los electores registrados de estos distritos, por lo tanto, no votaron.
|  | 32.04 % |

|  | 44.80 % |

|  | 12.27 % |

|  | 11.04 % |

|  | 2.83 % |

|  | 2.60 % |

|  | 1.93 % |

|  | 1.95 % |

|  | 1.85 % |

|  | 3.90 % |

|  | 1.73 % |

|  | 5.84 % |

|  | 1.50 % |

|  | 5.19 % |

|  | 1.30 % |

|  | 5.84 % |

|  | 0.94 % |

|  | 3.25 % |

|  | 0.57 % |

|  | 0.65 % |

|  | 0.27 % |

|  | 0.00 % |

|  | 57.23 % |

|  | 85.06 % |

|  | 19.13 % |

|  | 10.39 % |

|  | 15.48 % |

|  | 3.25 % |

|  | 1.01 % |

|  | 0.00 % |

|  | 0.68 % |

|  | 0.00 % |

|  | 0.63 % |

|  | 0.00 % |

|  | 0.40 % |

|  | 0.00 % |

|  | 0.29 % |

|  | 0.65 % |

|  | 0.16 % |

|  | 0.00 % |

|  | 0.13 % |

|  | 0.00 % |

|  | 0.11 % |

|  | 0.00 % |

|  | 0.05 % |

|  | 0.00 % |

|  | 0.04 % |

|  | 0.00 % |

|  | 0.02 % |

|  | 0.00 % |

|  | 0.01 % |

|  | 0.00 % |

|  | 4.63 % |

|  | 0.65 % |

### Resultado por estado
|  | 60.75 % |

|  | 33.52 % |

|  | 5.73 % |

|  | 57.10 % |

|  | 39.57 % |

|  | 0.82 % |

|  | 2.51 % |

|  | 55.15 % |

|  | 44.85 % |

|  | 58.37 % |

|  | 38.05 % |

|  | 3.58 % |

|  | 47.12 % |

|  | 27.26 % |

|  | 10.80 % |

|  | 4.70 % |

|  | 3.43 % |

|  | 0.12 % |

|  | 6.58 % |

|  | 53.39 % |

|  | 36.66 % |

|  | 9.60 % |

|  | 0.06 % |

|  | 0.29 % |

|  | 66.83 % |

|  | 18.47 % |

|  | 11.79 % |

|  | 3.48 % |

|  | 0.66 % |

|  | 56.79 % |

|  | 31.05 % |

|  | 9.55 % |

|  | 0.81 % |

|  | 0.25 % |

|  | 1.55 % |

|  | 54.99 % |

|  | 25.05 % |

|  | 9.76 % |

|  | 2.92 % |

|  | 0.92 % |

|  | 2.75 % |

|  | 59.89 % |

|  | 27.85 % |

|  | 7.49 % |

|  | 4.77 % |

|  | 52.70 % |

|  | 42.54 % |

|  | 4.76 % |

|  | 75.89 % |

|  | 16.50 % |

|  | 7.61 % |

|  | 54.56 % |

|  | 6.46 % |

|  | 3.08 % |

|  | 2.47 % |

|  | 0.68 % |

|  | 0.51 % |

|  | 32.24 % |

|  | 63.03 % |

|  | 13.66 % |

|  | 3.96 % |

|  | 1.52 % |

|  | 0.34 % |

|  | 17.49 % |

## Consecuencias
Aunque realmente la segunda victoria consecutiva del Barisan Nasional era esperable, la abrumadora derrota sufrida por el PAS fue mayor a lo esperado. Varios analistas supusieron que el deterioro político del partido islamista se debió en gran medida al rechazo de varios de sus anteriores votantes a la entrada al Barisan Nasional en 1973 y al modo en que se manejó la situación en Kelantan en noviembre de 1977. De los 89 candidatos parlamentarios que presentó, solo 5 obtuvieron la victoria, y 44 de ellos obtuvieron menos del 12.50% de los votos, lo que resultó en que perdieran sus depósitos electorales, dejando al partido, hasta entonces el segundo más grande del país después de la UMNO, en una grave situación electoral y económica. En última instancia, la salida de la fuerza islamista, que aportó el 7% de los votos al partido en 1974, solo conllevó al frente oficialista una caída porcentual de 3.58%, mientras que obtuvo algo más de votos que en las anteriores elecciones debido a que la cantidad de escaños disputados fue mucho mayor.
Con respecto a Malasia Oriental, la competencia entre el Frente Unido del Pueblo de Sabah y la Organización Nacional Unida de Sabah (ambos miembros del Barisan Nasional pero rivales entre sí) resultó en que ambos partidos se presentaran candidatos contrarios como independientes en varias circunscripciones de Sabah, aunque esto no afectó los resultados de la coalición en el estado y la oposición federal continuó siendo electoralmente estéril en los dos estados del este. Abdul Ghani Gilong, ministro de Obras y Transporte dentro del gobierno de Hussein y diputado de la USNO por Kinabalu, Sabah, fue el único ministro en perder su escaño en los comicios. Las elecciones consolidaron del todo la posición de Hussein Onn en el cargo luego de varias crisis dentro de la coalición ocurridas desde la muerte de Abdul Razak Hussein, y le permitieron permanecer en el poder hasta su retiro en julio de 1981.